# Orycteropus afer
L'oritteropo (AFI: /oritˈtɛropo/; Orycteropus afer Pallas, 1766) è un mammifero notturno di medie dimensioni, nativo dell'Africa. È l'unica specie vivente dell'ordine Tubulidentata, sebbene siano note altre specie e generi preistorici di quest'ordine. A differenza di altri insettivori, possiede un muso lungo e tubulare simile a quello di un maiale, che viene utilizzato per fiutare il cibo. È distribuito in due terzi del continente africano, dove si aggira nelle pianure, evitando prevalentemente le aree rocciose. Prevalentemente notturno, si ciba di formiche e termiti, che dissotterra dai loro formicai e termitai usando i suoi forti artigli affilati e le robuste zampe. Queste forti zampe vengono usate anche per scavare lunghe tane sotterranee in cui vive e alleva i cuccioli. Nella lista della IUCN viene classificato come a rischio minimo, sebbene il numero degli esemplari sembri diminuire.
Gli oritteropi sono afrotheri, un clade che include anche gli elefanti, i lamantini e gli iraci.

## Descrizione

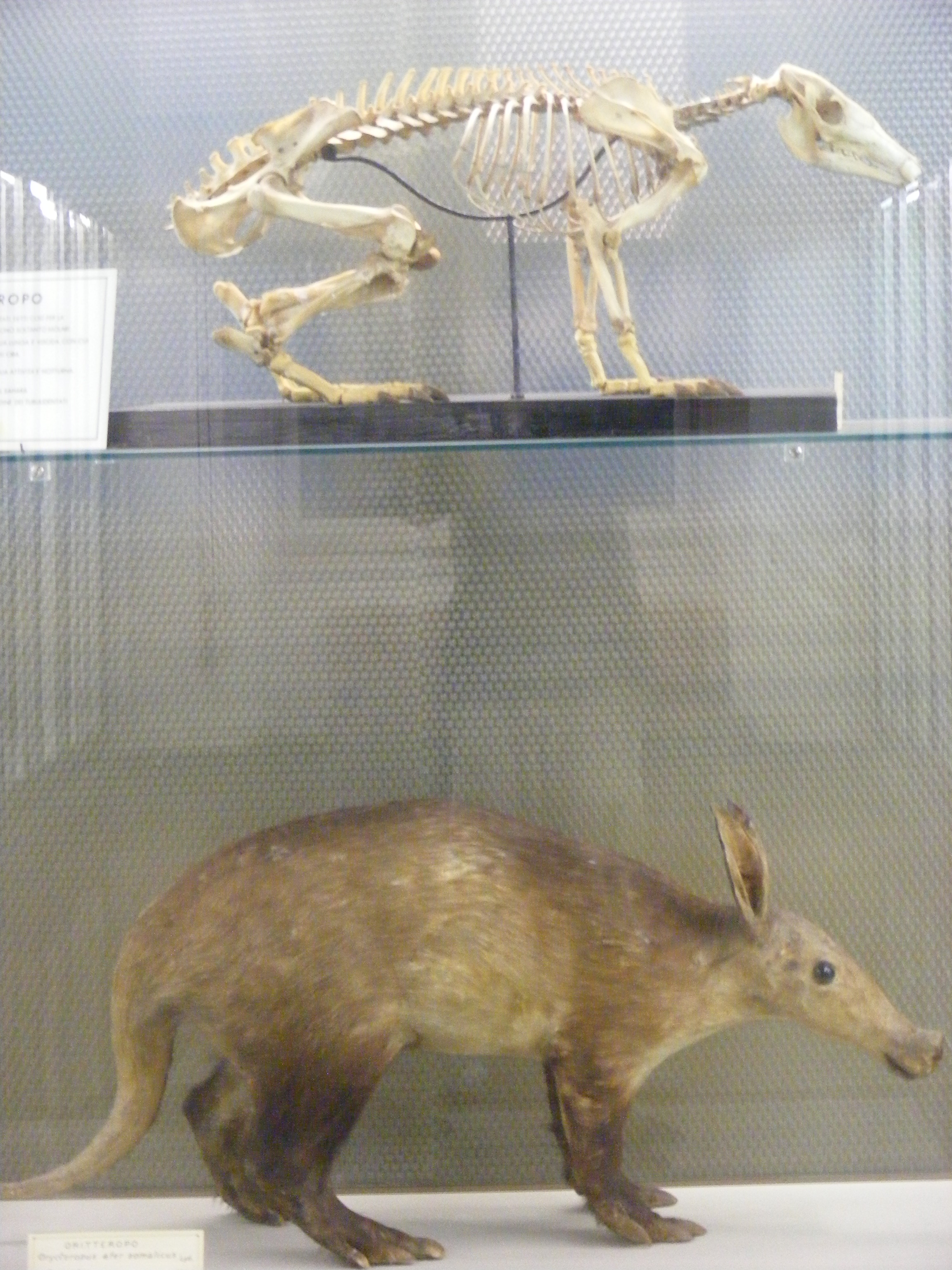
Uno scheletro di oritteropo ed un individuo impagliato, al Museo di storia naturale di Genova

Il corpo dell'oritteropo, nelle proporzioni, ricorda vagamente quello di un piccolo maiale, per questo motivo è anche detto "maiale di terra" per via del suo corpo robusto e con la schiena arcuata, oltre ad essere ricoperto da una rada pelliccia, con peli più simili a setole. Gli arti sono relativamente corti, e le zampe posteriori sono più lunghe di quelle anteriori. Le zampe anteriori dell'oritteropo non presentano alcun pollice, risultando in quattro dita per mano, mentre le zampe posteriori possiedono tutte e cinque le dita. Ogni dito presenta un artiglio grande e robusto, leggermente appiattito e simile ad una pala, quasi ad uno stadio intermedio tra un artiglio e uno zoccolo, perfettamente adattatisi per scavare e rompere le pareti dei termitai. Sebbene l'oritteropo sia considerato digitigrado, a volte può sembrare un plantigrado. Tuttavia, tale confusione è dovuta al metodo di accovacciarsi dell'animale, che poggia sulla piante dei piedi, dando l'impressione di essere plantigrado. Un'altra caratteristica che contribuisce all'eccezionale capacità di scavare degli oritteropi è un tessuto endosseo chiamato osso spongioso compatto (CCCB). La resistenza allo stress e alla tensione fornita da CCCB consente agli oritteropi di creare velocemente tane larghe e profonde, portando infine a un ambiente favorevole per le piante e una varietà di animali, con cui condividono l'ambiente.
Il peso di un oritteropo adulto è generalmente compreso tra i 60 e i 80 chilogrammi (130-180 libbre). Un oritteropo adulto può raggiungere una lunghezza media compresa tra i 105 e i 130 centimetri (3,44-4,27 piedi), raggiungere una lunghezze di 2,2 metri (7 piedi 3 pollici) prendendo in considerazione la coda (che può essere lunga fino a 70 centimetri (28 pollici)). L'altezza al garrese è di circa 60 centimetri (24 pollici), per una circonferenza di circa 100 centimetri (3,3 piedi), rendendolo il più grande membro del possibile clado Afroinsectiphilia. L'animale ha una colorazione grigio-giallastro pallido, spesso macchiato di bruno-rossastro dal terreno. Il mantello dell'oritteropo è sottile, e la protezione primaria dell'animale è la sua dura pelle. I peli sono sparsi e radi sul corpo, specialmente sulla testa e sulla coda; tuttavia le zampe sono ricoperte da peli più lunghi e scuri. I peli sulla maggior parte del corpo sono raggruppati in gruppi da 3 o 4. I peli che circondano le narici sono densi, aiutando l'animale a sigillare le narici mentre scava. La coda è molto spessa alla base assottigliandosi gradualmente verso la punta.

### Cranio

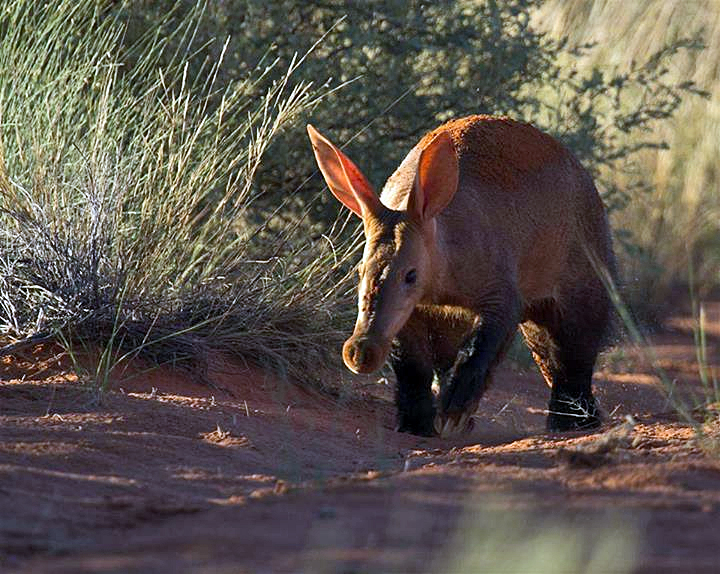
Esemplare di oritteropo, al SanWild, Lowveld, Sudafrica

La testa dell'oritteropo è molto allungata, sorretta da un collo corto e robusto, che termina in una sorta di disco carnoso, che ospita le narici. Il cranio presenta un arco zigomatico molto sottile ma completo. La testa dell'oritteropo presenta molte caratteristiche uniche: una delle caratteristiche più distintive dei Tubulidentata sono i denti. Invece di avere una cavità pulpare, ogni dente possiede un grappolo di tubi sottili, esagonali, verticali e paralleli di vasodentina (una forma modificata di dentina), con canali pulpari individuali, tenuti insieme dal cemento. Il numero di tubi dipende dalle dimensioni del dente, con il più grande che ne possiede circa 1.500. I denti non hanno un rivestimento di smalto, venendo usurati e ricrescendo continuamente. L'oritteropo nasce con incisivi e canini nella parte anteriore della mascella, che verranno persi dall'animale crescendo. Gli oritteropi adulti possiedono solo i denti posteriori nella parte posteriore della bocca, e presentano la seguente formula dentaria: i 0/0, pm 1-2-3-4/1-2-3-4, m 3/3 (= da 16 a 22 denti). Questi denti rimanenti sono simili a pioli e sono privi di radici, e hanno una composizione unica. I denti sono costituiti da 14 molari mascellari superiori e 12 inferiori.
L'area nasale dell'oritteropo è un'altra area unica, poiché contiene dieci conche nasali, più di qualsiasi altro mammifero placentato. I lati delle narici sono ricoperti da peli molto spessi. La punta del muso è molto mobile ed è mossa da muscoli mimici modificati. Il tessuto carnoso che divide le narici ha probabilmente funzioni sensoriali, ma non è chiaro se siano di natura olfattiva o vibratoria. Il naso dell'oritteropo è costituito da più ossa turbinate di qualsiasi altro mammifero, con un valore compreso tra 9 e 11, rispetto ai cani che ne possiedono 4-5. Con una grande quantità di ossa turbinate, l'oritteropo ha più spazio per l'umido tessuto epiteliale, che è la posizione del bulbo olfattivo. Il naso contiene nove bulbi olfattivi, più di ogni altro mammifero noto. Il suo acuto senso dell'olfatto non deriva solo dalla quantità di bulbi olfattivi ma anche dallo sviluppo del cervello, il cui lobo olfattivo è altamente sviluppato. Il muso assomiglia a quello di un maiale, mentre la bocca è piccola e tubolare, tipica delle specie che si nutrono di formiche e termiti. L'oritteropo possiede una lingua lunga e sottile che può arrivare fino a 30 centimetri (12 pollici) di lunghezza. Le orecchie tubulari, che danno a questo animale un acuto senso dell'udito, sono sproporzionatamente lunghe, circa 20-25 centimetri (7,9-9,8 pollici). Gli occhi sono piccoli e sono costituiti solo da bastoncelli.

### Apparato digerente
Lo stomaco dell'oritteropo ha un'area pilorica muscolare che funge da ventriglio per macinare il cibo ingerito, rendendo quindi non necessaria la masticazione. Il cieco è molto grande. Entrambi i sessi emettono una forte secrezione olfattiva da una ghiandola anale. Le sue ghiandole salivari sono altamente sviluppate e circondano quasi completamente il collo; la loro produzione è ciò che fa sì che la lingua mantenga la sua viscosità. La femmina ha due paia di capezzoli nella regione inguinale.
Geneticamente parlando, l'oritteropo è un fossile vivente, poiché i suoi cromosomi sono altamente conservanti, riflettendo gran parte della prima sistemazione eutheriana prima della divergenza dei principali taxa moderni.

## Classificazione

### Etimologia
Il nome oritteropo deriva dal suo nome scientifico Orycteropus, che significa "piede scavatore", mentre il nome specifico afer è un riferimento all'Africa. Il nome dell'ordine degli oritteropi, Tubulidentata, deriva dai loro denti tubolari. Il suo nome inglese, "aardvark", deriva dall'Afrikaans (pronuncia afrikaans: [ˈɑːrtfark]) e significa "maiale di terra" o "maiale della terra" (aarde: terra, vark: maiale), per via delle sue abitudini scavatrici. In lingua inglese è talvolta erroneamente chiamato colloquialmente "orso delle formiche africano", "formichiere" (da non confondere con il formichiere sudamericano) o "formichiere del Capo".

### Tassonomia

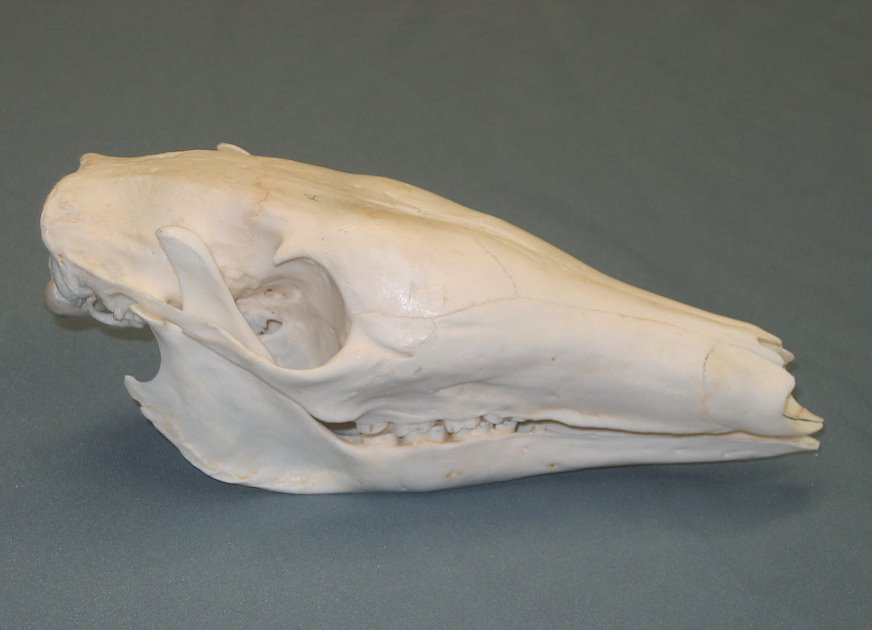
Cranio di un oritteropo

L'oritteropo è l'unico rappresentante esistente dell'oscuro ordine dei mammiferi Tubulidentata, in cui è generalmente considerato una specie variabile del genere Orycteropus, l'unico genere vivente della famiglia Orycteropodidae. L'oritteropo non è strettamente imparentato con i formichieri sudamericani, nonostante entrambi presentino caratteristiche superficiali simili. Queste caratteristiche simili tra i due gruppi sono frutto di un'evoluzione convergente. I parenti viventi più vicini dell'oritteropo sono i toporagni elefante, i tenrece e le talpe dorate. Insieme ai sirenidi, agli iraci, agli elefanti, e ai loro parenti estinti, questi animali formano il superordine Afrotheria. Studi cerebrali hanno dimostrato delle somiglianze con i Condylarthra, e dato lo status di questo clade come taxon cestino dei rifiuti, ciò può significare che alcune specie tradizionalmente classificate come "condylarthri" siano in realtà una radiazione di oritteropi.

### Evoluzione

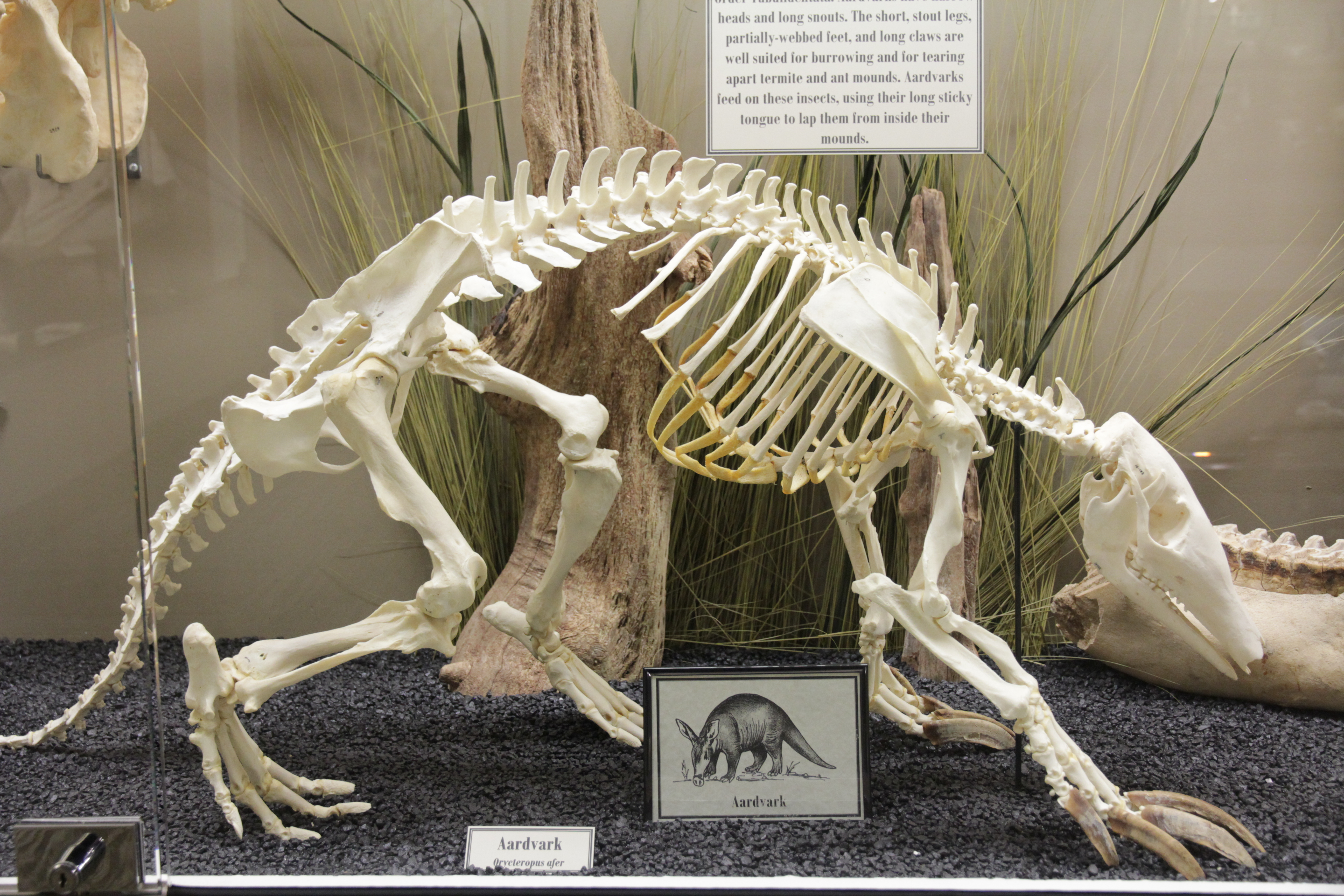
Scheletro di oritteropo, in mostra al Museum of Osteology

Basandosi sui fossili a sua disposizione, Bryan Patterson concluse che i primi antenati dell'oritteropo apparvero in Africa verso la fine del Paleocene. I ptolemaiidi, un misterioso clade di mammiferi con affinità incerte, potrebbero in realtà rappresentare una radiazione di oritteropi, o come un sister clade di Tubulidentata, o come un grado evolutivo che porta ai veri tubulidentati.
Il primo tubulidentato certo fu probabilmente Myorycteropus africanus proveniente dai depositi del Miocene del Kenya. Il primo esempio del genere Orycteropus fu, invece, Orycteropus mauritanicus, rinvenuto in Algeria in depositi del Miocene medio, con una versione altrettanto antica ritrovata in Kenya. I fossili dell'oritteropo sono stati datati a cinque milioni di anni e sono stati localizzati in tutta Europa e nel Vicino Oriente.
Il misterioso genere pleistocenico, Plesiorycteropus, dal Madagascar venne originariamente identificato come un tubulidentato discendente da antenati che arrivarono sull'isola durante l'Eocene. Tuttavia, una serie di sottili differenze anatomiche e recenti prove molecolari hanno portato i ricercatori a credere che Plesiorycteropus sia un parente delle talpe dorate e dei tenrec che possiedono un aspetto e adattamenti alla stessa nicchia ecologica per via dell'evoluzione convergente.

### Sottospecie
L'oritteropo ha diciassette sottospecie scarsamente descritte:
- Orycteropus afer afer
- O. a. adametzi Grote, 1921
- O. a. aethiopicus Sundevall, 1843
- O. a. angolensis Zukowsky & Haltenorth, 1957
- O. a. erikssoni Lönnberg, 1906
- O. a. faradjius Hatt, 1932
- O. a. haussanus Matschie, 1900
- O. a. kordofanicus Rothschild, 1927
- O. a. lademanni Grote, 1911
- O. a. leptodon Hirst, 1906
- O. a. matschiei Grote, 1921
- O. a. observandus Grote, 1921
- O. a. ruvanensis Grote, 1921
- O. a. senegalensis Lesson, 1840
- O. a. somalicus Lydekker, 1908
- O. a. wardi Lydekker, 1908
- O. a. wertheri Matschie, 1898

L'Encyclopædia Britannica, del 1911, menziona anche O. a. capensis o oritteropo del Capo, dal Sudafrica.

## Biologia

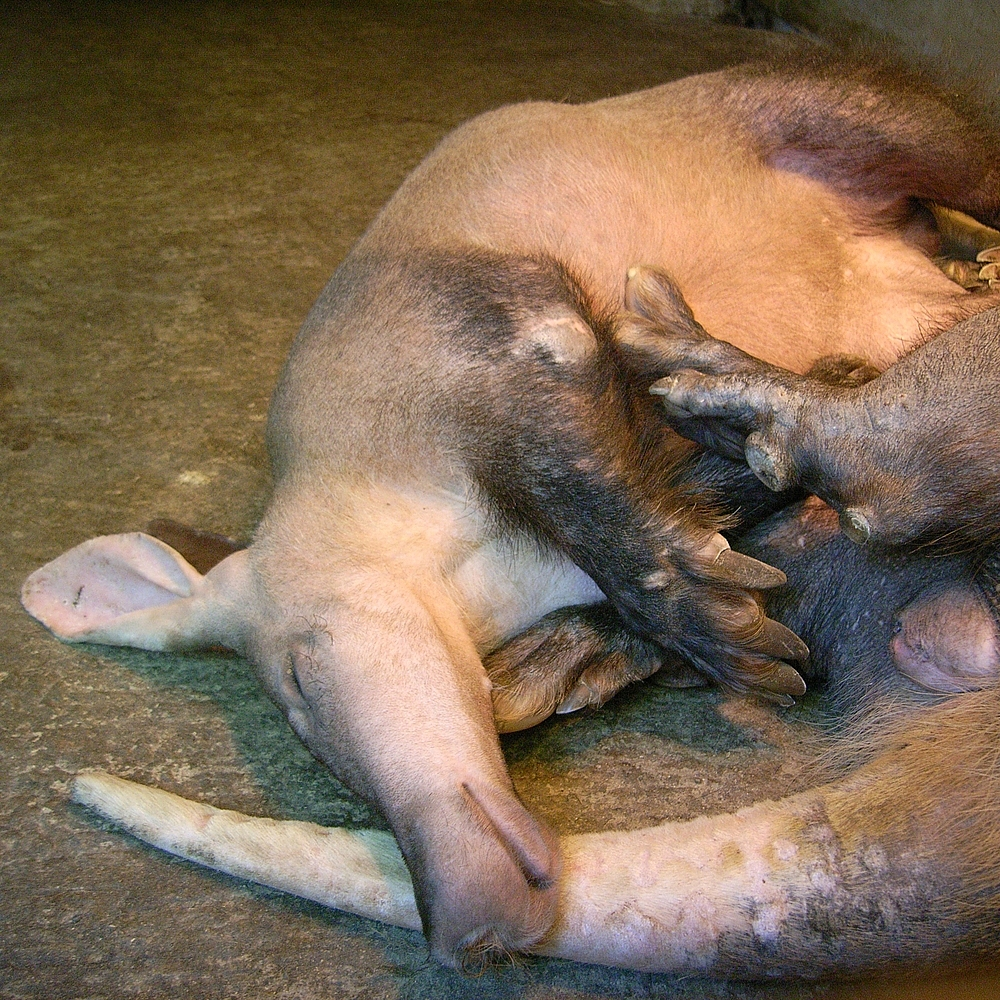
Un oritteropo mentre dorme, al Himeji City Zoo, Giappone

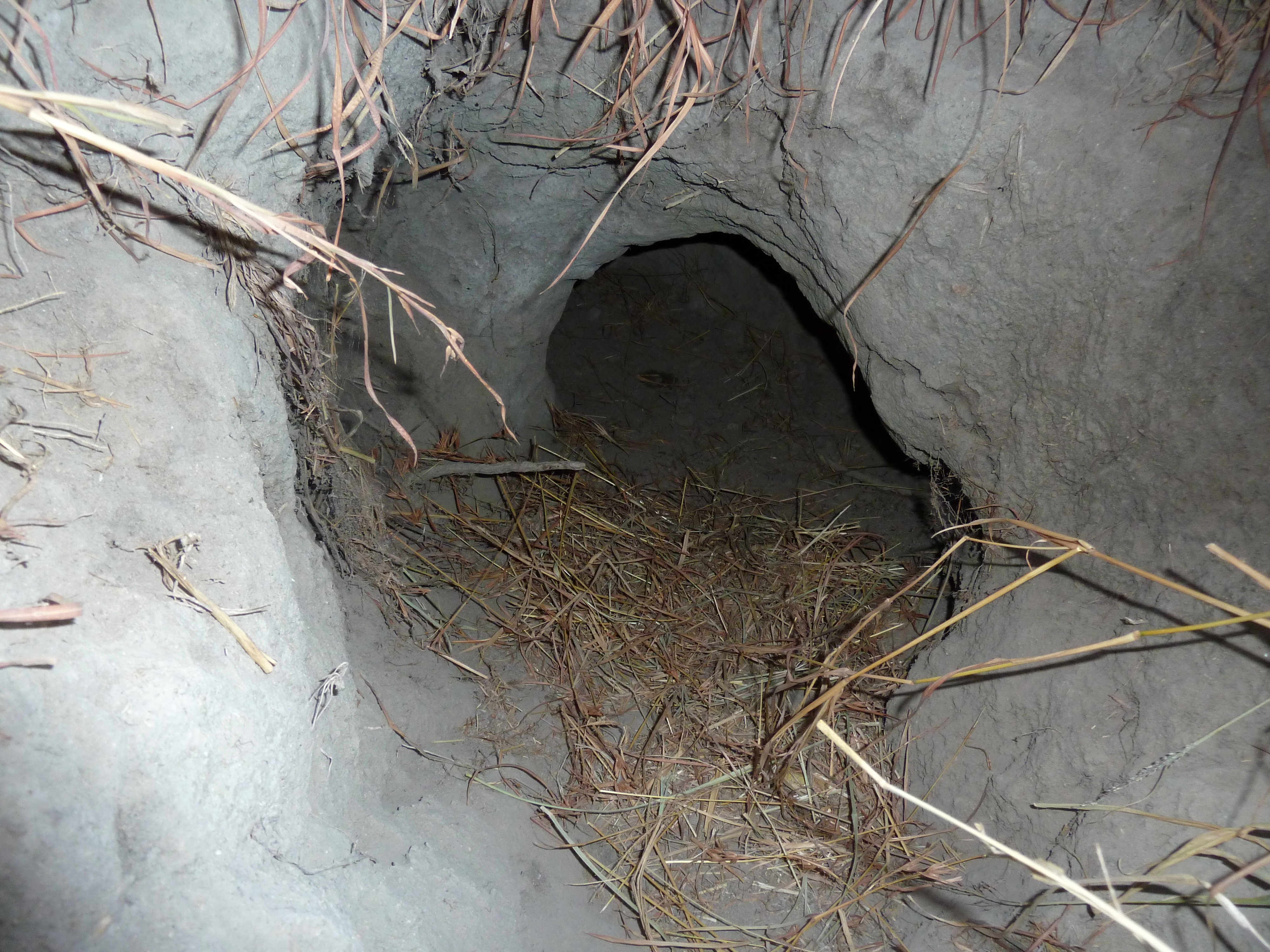
L'entrata di una tana

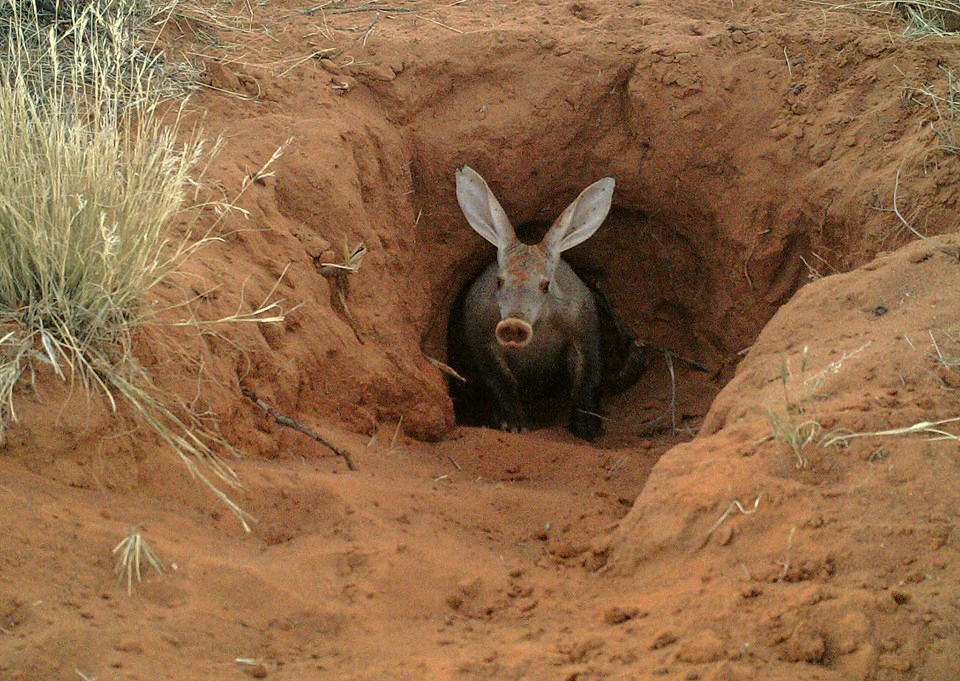
Un oritteropo all'entrata della sua tana, al SanWild, Sudafrica

Gli oritteropi possono vivere fino a 23 anni in cattività. L'animale non ha molte difese contro i predatori, facendo principalmente affidamento sul suo fine udito per identificare predatori, come leopardi, leoni, ghepardi, iene, licaoni e pitoni. È anche cacciato da alcune tribù locali per la sua carne. Quando è attaccato tenta in genere di scappare, correndo con movimenti diagonali,, o di interrarsi, ma è anche capace di difendersi con le zampe anteriori, a volte sdraiandosi sulla schiena scalciando con tutti e quattro gli arti. I suoi artigli, anche se smussati, possono infliggere danni sostanziali alle aree non protette di un possibile predatore inesperto. Quando sotto attacco sono in grado di scavare molto velocemente, richiudendo il cunicolo dietro di sé con la terra smossa.
L'oritteropo è un animale piuttosto silenzioso. Tuttavia, emette lievi grugniti mentre si ciba e forti grugniti mentre si avvicina all'ingresso dei suoi tunnel. Se spaventato emette un verso simile ad un belato.

### Dieta
L'oritteropo è un animale notturno prevalentemente solitario che si nutre quasi esclusivamente di formiche e termiti (mirmecofagia); l'unico altro cibo di cui sembrano nutrirsi è il cetriolo degli oritteropi. In effetti, il cetriolo e l'oritteropo hanno una relazione simbiotica: gli oritteropi, cibandosi del cetriolo sotterraneo, defecano i semi vicino alle loro tane, che cresceranno rapidamente grazie al terreno smosso dall'animale e alla natura fertile della zona. Il tempo trascorso nell'intestino dell'oritteropo favorisce inoltre la fertilità del seme e il frutto fornisce l'umidità necessaria per la sopravvivenza dell'oritteropo. Nonostante la loro dieta mirmecofaga, evitano le formiche scacciatrici e le formiche rosse. Per via delle loro rigorose esigenze alimentari, gli oritteropi necessitano di un ampio areale. La caccia ha inizio quando l'animale esce dalla sua tana nel tardo pomeriggio o subito dopo il tramonto, in un'area che comprende da 10 a 30 chilometri (da 6,2 a 18,6 miglia). Durante la ricerca del cibo, l'oritteropo mantiene il muso a livello del suolo e le orecchie rivolte in avanti, il che indica che sia l'olfatto che l'udito sono coinvolti nella ricerca del cibo. Solitamente evitano gli stessi percorsi per 5-8 giorni, in modo da dare il tempo ai nidi di termiti di riprendersi prima di nutrirsene di nuovo.
Quando trovano un nido di termiti o di formiche, gli oritteropi aprono una breccia nel nido, formando una sorta di piccola trincea a forma di "V" da cui annuseranno copiosamente. Una volta rilevata la posizione delle formiche o delle termiti, l'oritteropo comincerà ad allargare la breccia con gli arti anteriori nella direzione da cui ha percepito l'odore, tenendo le lunghe orecchie dritte e in ascolto per i predatori. La lunga lingua viscida viene quindi inserita all'interno del termitaio, catturando fino a 50.000 insetti in una notte. Per raggiungere le termiti o le formiche che si celano più in profondità, l'animale usa i suoi artigli, che gli consentono di scavare rapidamente e facilmente attraverso i duri strati dei termitai e dei formicai. Quando scava, le narici vengono sigillate ed i lunghi peli ai lati bloccano il terreno smosso che si deposita sul muso. I morsi degli insetti che tentano di proteggere il nido sono resi vani dalla dura pelle dell'animale. Dopo che l'oritteropo ha abbandonato un termitaio dopo essersi saziato, altri animali visiteranno il termitaio per raccogliere gli avanzi sfruttando la breccia aperta dall'oritteropo. Le termiti all'interno dei loro nidi da sole non forniscono cibo a sufficienza per l'oritteropo; pertanto questi cerca soprattutto le termiti all'esterno del termitaio. Quando questi insetti si muovono, possono formare colonne lunghe dai 10 ai 40 metri (33–131 piedi), divenendo facili prede per gli oritteropi ed altri animali insettivori. Queste colonne sono più comuni nelle aree frequentate da bestiame o altri ungulati, in quanto l'erba calpestata e lo sterco attirano le termiti dei generi Odontotermes, Microtermes e Pseudacanthotermes.
La notte tendono ad essere più attivi durante le prime ore notturne (all'incirca tra le 20:00 e le 00:00), e non sembrano preferire notti più luminose o più buie rispetto alle altre. In caso di maltempo o se disturbati si ritireranno nelle loro tane. Quando escono dalle loro tane possono coprire dai 2 ai 5 chilometri (1,2 e 3,1 miglia) a notte; tuttavia, alcuni studi hanno dimostrato che possono attraversare fino a 30 chilometri (19 miglia) in una notte.

### Riproduzione

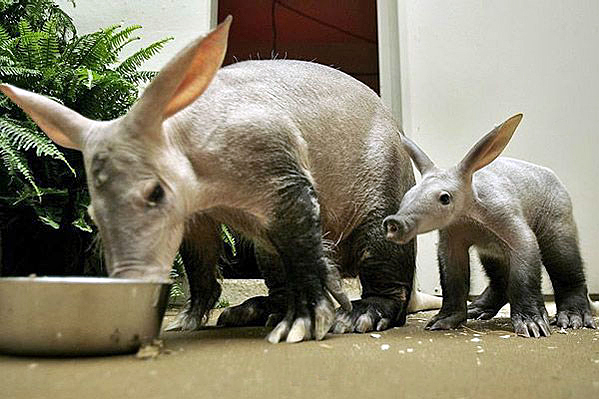
Una madre oritteropo con il suo cucciolo

Gli oritteropi si accoppiano solo durante la loro stagione riproduttiva; dopo un periodo di gestazione di sette mesi, la femmina dà alla luce un solo cucciolo (raramente due) del peso di circa 1,7–1,9 chilogrammi (3,7–4,2 libbre), nel periodo tra maggio e luglio. Alla nascita, il piccolo è completamente nudo e rosa, con orecchie molli e molte rughe. Durante l'allattamento, il piccolo succhierà il latte da ogni capezzolo in successione. Dopo due settimane, le pieghe della pelle scompaiono, e dopo tre settimane le orecchie sono in posizione completamente eretta. Dopo 5–6 settimane, i peli del corpo iniziano a crescere. Dopo sole due settimane, il piccolo è già in grado di lasciare la tana per accompagnare la madre durante la ricerca del cibo, ma comincia a nutrirsi di termiti solo a 9 settimane di vita, svezzandosi completamente tra i tre mesi e le 16 settimane. A sei mesi d'età, il giovane è già in grado di scavare una propria tana, ma spesso rimane con la madre fino alla successiva stagione degli amori, entrando in piena maturità sessuale a circa due anni di età.

### Spostamenti
Nonostante il suo bizzarro aspetto, l'oritteropo è un buon nuotatore ed è stato osservato più volte nuotare facilmente anche contro forti correnti. I suoi forti arti anteriori, inoltre, gli consentono di scavare un metro di tunnel in circa cinque minuti. Tuttavia, i suoi spostamenti a terra sono piuttosto lenti e goffi.
Sono animali timidi e molto prudenti e prima di lasciare la tana per andare a cercare cibo si fermano all'ingresso per una decina di minuti, annusando l'aria e ascoltando. Dopo questa prima ispezione, l'animale lascia la tana e in pochi secondi sarà già a 10 metri (33 piedi) di distanza, dove controllerà nuovamente l'area in cerca di pericoli, annusando l'aria e drizzando le orecchie, prima di riprendere la ricerca del cibo con un andamento a zigzag.
Oltre a scavare nei termitai e nei formicai, l'oritteropo scava anche le tane in cui vivere, che generalmente rientrano in una delle tre categorie seguenti: tane fatte durante la ricerca del cibo, rifugi e luogo di riposo, tane permanenti. Le tane temporanee sono sparse in un'area intorno alla tana principale e vengono usate come rifugi temporanei, mentre la tana principale è usata principalmente per l'allevamento dei cuccioli. Le tane principali possono essere profonde ed estese, avere diversi ingressi e possono essere lunghe fino a 13 metri (43 piedi). Queste tane possono essere abbastanza grandi perché un uomo vi possa entrare. L'oritteropo cambia regolarmente la forma della sua tana principale, spostandosi periodicamente per crearne di nuove. Le tane abbandonate dagli oritteropi sono una parte essenziale per la vita della fauna selvatica africana. Man mano che vengono abbandonate degli oritteropi, queste tane forniscono abitazione e rifugio a molti altri animali selvatici, fra i quali licaoni, sassicoli formichieri meridionali, nitteridi di Tebe, facoceri, pipistrelli, citelli, porcospini, pitoni, sciacalli, iene, gufi, lepri, manguste e lucertole. Senza questi rifugi, molti di questi animali perirebbero durante la stagione degli incendi, in quanto le tane forniscono un ottimo riparo dagli incendi. Solo le madri e i cuccioli condividono le tane; tuttavia è noto che gli oritteropi possono vivere in piccoli gruppi familiari, sebbene siano prevalentemente creature solitarie. Se attaccato all'interno dei propri tunnel, l'oritteropo tenterà di scappare scavando verso l'esterno e mettendo tra di sé ed il predatore la terra appena smossa; se invece decide di combattere, si sdraierà sulla schiena attaccando con gli artigli. È risaputo che gli oritteropi usano anche i nidi delle termiti e delle formiche appena aperti come rifugi temporanei e la presenza di formiche e termiti è sufficiente per tenere alla larga i predatori.

## Distribuzione e habitat
L'oritteropo si trova in quasi tutta l'Africa subsahariana, dove può trovare facilmente habitat (savane, praterie, boschi e boscaglie) e cibo (soprattutto formiche e termiti) in quantità. Questi animali trascorrono le ore di luce solare nelle loro tane buie per evitare il forte caldo del giorno. Le uniche zone che evitano sono quelle paludose, dove le falde acquifere impediscono loro di scavare a una profondità sufficiente. Anche i terreni rocciosi non forniscono un habitat ideale, in quanto rendono difficoltoso scavare. Sono state documentate tane profonde fino a 3 200 metri (10 500 piedi) in Etiopia. Questi animali sono presenti in quasi tutta l'Africa sub-sahariana, fino al Sudafrica, con poche eccezioni. Queste eccezioni includono le aree costiere della Namibia, della Costa d'Avorio e del Ghana. Non sono presenti sull'isola di Madagascar.

## Conservazione
Un tempo si pensava che il numero degli oritteropi fosse in calo; tuttavia è possibile che ciò fosse dovuto al fatto che questi animali non sono facili da individuare. Non esistono conteggi definitivi sul numero degli esemplari, a causa delle loro abitudini notturne e riservate; tuttavia, il loro numero sembra essere complessivamente stabile. Non sono considerati comuni in nessuna parte dell'Africa, ma, grazie alla loro vasta distribuzione geografica, si mantengono in numero sufficiente. Potrebbe esserci una leggera diminuzione del loro numero nell'Africa orientale, settentrionale e occidentale. I numeri dell'Africa meridionale non sono in diminuzione. La IUCN ha fornito una designazione ufficiale, classificando questa specie come a rischio minimo. Tuttavia, gli oritteropi sono una specie piuttosto precaria, in quanto sono estremamente dipendenti dalla presenza di formiche e termiti; quindi, se tale fonte di cibo dovesse venire a mancare o diminuisse, la specie nel suo insieme verrebbe influenzata drasticamente e, data l'importanza delle tane di questi animali, che fungono da rifugio per molte altre specie, la loro scomparsa provocherebbe diversi danni all'ecosistema.
Gli oritteropi gestiscono bene la cattività. Il primo zoo ad averne uno fu quello di Londra nel 1869, che ricevette un esemplare dal Sudafrica.

## Mitologia e cultura di massa

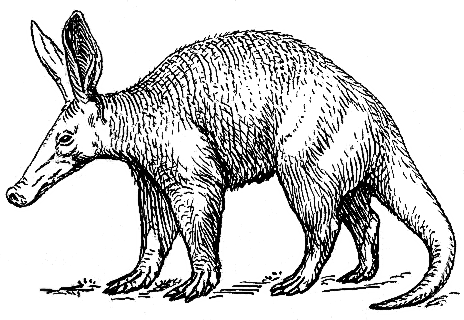
Rappresentazione grafica di un oritteropo

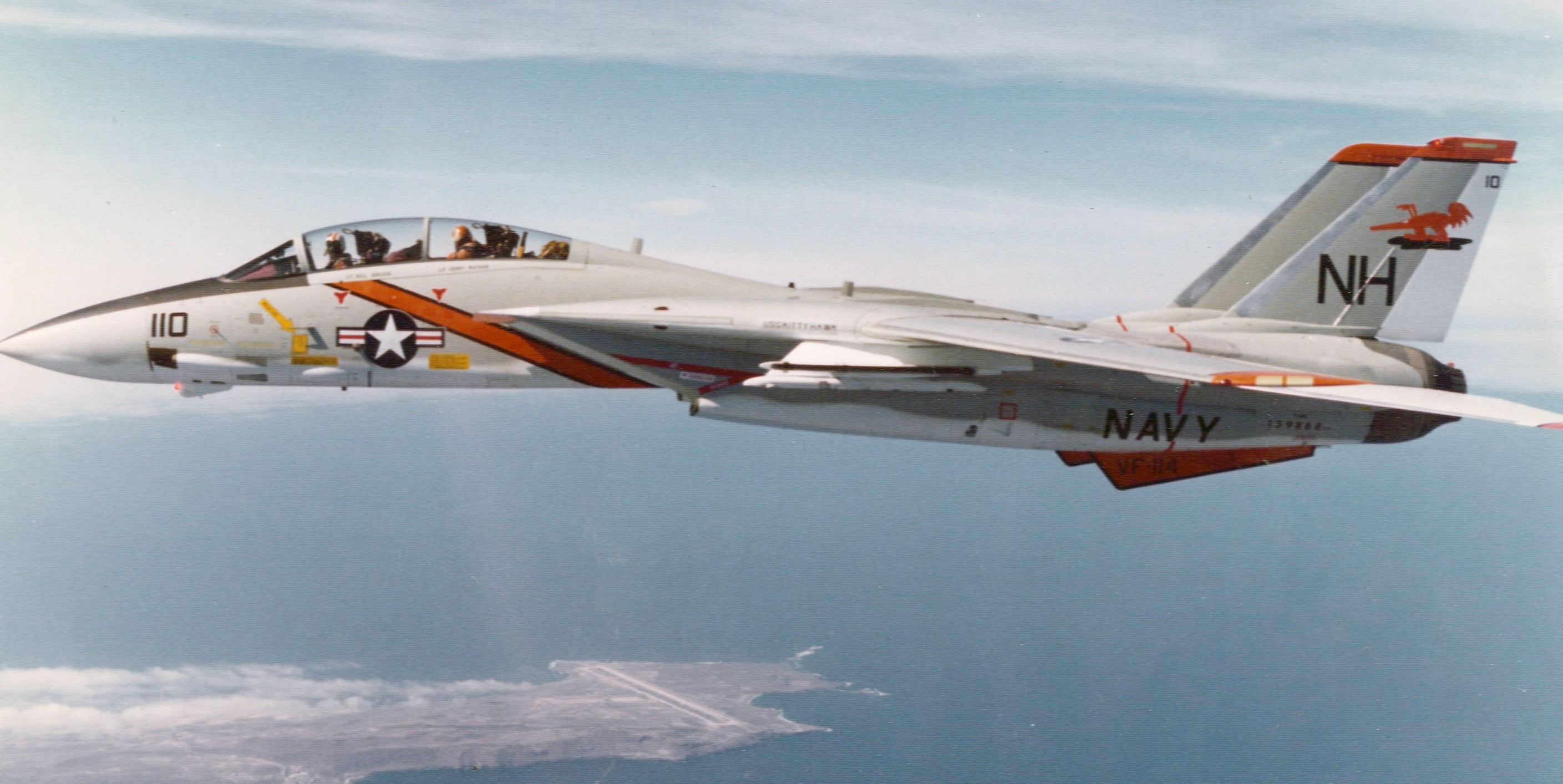
F-14 Tomcat da VF-114 Aardvarks con la mascotte dello squadrone dipinta sulla coda

Nel folclore africano l'oritteropo è molto ammirato per la sua diligente ricerca del cibo e per la sua reazione impavida agli attacchi delle formiche-soldato. Gli stregoni Haus fabbricano amuleti dal suo cuore, dalla sua pelle, dalla fronte e dalle unghie, che polverizzano insieme alle radici di certi alberi. Avvolto in un lembo di pelle e portato sul torace, l'amuleto conferirebbe al portatore la capacità di passare di notte fra tetti e muri. Si dice anche che esso sia utilizzato dagli svaligiatori e da coloro che vogliono, nottetempo, far visita a giovani donne senza averne il permesso dai genitori. Inoltre alcune tribù, quali i Mangbetu, gli Ayanda e i Logo, ne utilizzano i denti per fare braccialetti che ritengono portino fortuna a chi li indossa. La loro carne, simile nel gusto a quella di maiale, è apprezzata da molti.
Alcuni sostengono che il dio egizio Seth, spesso raffigurato con la testa di un animale ignoto, avesse il capo di oritteropo o fosse parte di un tale animale.
Il personaggio principale della serie TV Arthur, serie animata per bambini basata su una serie di libri, prodotta da WGBH-TV e trasmessa in 180 paesi, è un oritteropo.
Nella serie animata The Ant and the Aardvark è presente un oritteropo blu che dà una caccia ostinata a una formica rossa. Stessa cosa avviene nel cartone La Pantera Rosa & Co..
Il caccia bombardiere supersonico F-111/FB-111 è stato soprannominato Aardvark per via del suo lungo muso che ricorda l'animale. Aveva anche somiglianze con le sue missioni notturne volate ad un livello molto basso utilizzando ordigni che potevano penetrare in profondità nel terreno. Nella Marina degli Stati Uniti, lo squadrone VF-114 fu soprannominato Aardvarks, pilotando F-4 e poi F-14. La mascotte dello squadrone è stata adattata dall'animale del fumetto B.C., a cui si diceva che l'F-4 somigliasse.
Cerebus, il protagonista di una lunga saga a fumetti dell'autore canadese Dave Sim, è un oritteropo.